# Fracción exhalada de óxido nítrico
La fracción exalada de óxido nítrico (FeNO o FENO) es un biomarcador que se utiliza en medicina para evaluar la inflamación de las vías aéreas. La medición se realiza mediante un dispositivo que por quimioluminiscencia determina la concentración de óxido nítrico en el aire espirado del paciente. Este parámetro es útil para el diagnóstico y seguimiento del asma bronquial, permite diferenciar el asma de otras enfermedades del aparato respiratorio, valorar la evolución del proceso y establecer el tratamiento más adecuado, ya que una prueba positiva o el aumento significativo del valor basal se asocia a mayor actividad inflamatoria en las vías aéreas y unos valores superiores a 50 partes por mil millones (ppb) en adultos y mayores a 35 partes por mil millones en niños son un predictor de buena respuesta al tratamiento con corticoides inhalados. Una de las limitaciones de la prueba es que algunos pacientes asmáticos no tienen una inflamación en las vías aéreas suficientemente para producir un aumento significativo de los valores considerados normales y, por lo tanto, no pueden ser diagnosticados exclusivamente utilizando este biomarcador.

## Historia
En el año 1991, se demostró la posibilidad de medir la cantidad de óxido nítrico existente en el aire exhalado, posteriormente se observó que los pacientes afectos de asma presentaban una concentración más alta que los sujetos sanos, por lo que se propuso utilizarlo como marcador para el diagnóstico del asma. Diferentes estudios demostraron que el óxido nítrico se sintetiza en las células epiteliales de las vías aéreas, pero también en otras células de la mucosa respiratoria involucradas en el proceso inflamatorio como los macrófagos. La síntesis tiene lugar por acción de la enzima óxido nítrico sintasa sobre el aminoácido L-arginina, reacción que libera óxido nítrico como radical libre. Su concentración en el aire espirado depende de varios factores, uno de ellos es el número de células inflamatorias existentes en la pared de la vía aérea.